# باربي هايدن
باربي هايدن (بالإنجليزية: Barbi Hayden)‏ (معروفة بأسمائها باربي هايدن وأبيلين مافريك) هي مصارعة محترفة أمريكية متقاعدة، ولدت في 2 أكتوبر 1990 في كوليج ستيشن في الولايات المتحدة. هي بطلة بطولة NWA العالمية للسيدات لمرة واحدة. اشتهرت بعملها المتكرر في بطولة المصارعة الفوضوية وتحالف المصارعة الوطني وومنز أوف ريسلينغ.

## روابط خارجية
- باربي هايدن على موقع CageMatch worker (الإنجليزية)
- باربي هايدن على موقع قاعدة بيانات المصارعة على الإنترنت (الإنجليزية)